# Haplohymenium longinerve
Haplohymenium longinerve är en bladmossart som först beskrevs av Broth., och fick sitt nu gällande namn av Broth.. Haplohymenium longinerve ingår i släktet Haplohymenium och familjen Anomodontaceae. Inga underarter finns listade i Catalogue of Life.